# NZX Top 10
Pour les articles homonymes, voir Top 10.
Le NZX Top 10 est un indice boursier du New Zealand Exchange.

## Composition
Au 19 août 2011, le NZX Top 10 se composait des titres suivants:
| Symbole | Société                        | Secteur | Poids indiciel             |
| ------- | ------------------------------ | ------- | -------------------------- |
| AIA NZ  | Auckland International Airport | 11.3 %  | Industrie                  |
| CEN NZ  | Contact Energy                 | 13.61 % | Services aux collectivités |
| FPH NZ  | Fisher & Paykel Healthcare     | 4.83 %  | Santé                      |
| FBU NZ  | Fletcher Building              | 20.61 % | Matériaux                  |
| IFT NZ  | Infratil                       | 4 %     | Services aux collectivités |
| KIP NZ  | Kiwi Income Property Trust     | 3.77 %  | Finance                    |
| RYM NZ  | Ryman Healthcare               | 5.03 %  | Santé                      |
| SKC NZ  | Sky City Entertainment Group   | 7.83 %  | Consommation cyclique      |
| SKT NZ  | Sky Network Television         | 8.6 %   | Consommation cyclique      |
| TEL NZ  | Telecom Corp of New Zealand    | 20.42 % | Télécommunications         |